# Maculinea supraelongata
Maculinea supraelongata är en fjärilsart som beskrevs av Barend J. Lempke 1955. Maculinea supraelongata ingår i släktet Maculinea och familjen juvelvingar. Inga underarter finns listade i Catalogue of Life.